# Nationale Volkspartei
Die Nationale Volkspartei (NVP) war eine rechtsextreme und nationalistische Partei in Österreich. Sie wurde 2007 als Zusammenschluss mehrerer rechtsgerichteter Gruppierungen gegründet und hinterlegte im November 2007 ihr Parteistatut beim Bundesministerium für Inneres. Die NVP verfolgte völkisch-nationalistische Ziele und sah sich selbst als deutschnational.

## Programm
Das Parteiprogramm wurde von anderen Parteien und dem Dokumentationsarchiv des österreichischen Widerstandes (DÖW) heftig kritisiert und als neonazistisch und fremdenfeindlich bezeichnet. Dort hieß es unter anderem:

„Biologisch gesehen ist also ein Volk zugleich eine Erbanlagen-, Fortpflanzungs- und Umweltgemeinschaft. (..) Sie verlangt eine artverbundene und artgerechte Gottkenntnis und eine im Volk gewachsene Weltanschauung. (..) Europa ist die Heimat des europiden Menschen und seine Schöpfung. Die Völker Europas sind artverwandt. Die Ureinwohner Asiens, Afrikas, Australiens und Amerikas (Indianer) bilden eigene Kulturen und eigene Völker. Sie sind uns fremd.“

„[E]ine sofortige Einstellung von NS-Entschädigungsgeldern für Opfer des NS-Regimes ist uns ein wichtiges Anliegen [...].“

### Rechtsextremismus
Als bekannt wurde, dass ein Kapitel des Programms praktisch wörtlich aus einem Lehrplan der SS aus dem Jahr 1944 übernommen worden war, nahm das oberösterreichische Landesamt für Verfassungsschutz und Terrorismusbekämpfung die Partei unter verstärkte Beobachtung. Außerdem erstattete die Kommunistische Partei Österreichs Strafanzeige wegen des Verdachts auf nationalsozialistische Wiederbetätigung nach dem Verbotsgesetz. Seitdem ermittelt die Staatsanwaltschaft Wien gegen führende Mitglieder der NVP. 2009 In diesem Zusammenhang wurde unter anderem von diversen Jugendorganisationen, dem überparteilichen Netzwerk gegen Rechtsextremismus und den Grünen auch das Verbot der NVP verlangt. Die Bezirkshauptmannschaft Braunau hatte im März 2009 eine Demonstration der NVP mit der Begründung untersagt:

„Die NVP ist eine rechtsextreme, fremdenfeindliche und rassistische Partei.“

Ebenso wurde eine geplante Demonstration der Partei zum 1. Mai in Linz von den Behörden untersagt. Der NVP werden auch antimuslimische Tendenzen vorgeworfen. So meldete die NVP im Jänner 2009, dass „sich mutige Bürger entschlossen“ hätten, „ihren Unmut mit einem außergewöhnlichen Neujahrsgruß kundzutun“, indem sie ihren „islamischen Freunden [...] Glückwünsche in Form echter Schweineköpfe direkt zum Baugrund der zukünftigen Moschee in Linz [überbracht]“ hätten. Die NVP veranstaltete etwa auch einen Gedenkmarsch zum Grab von Walter Nowotny am Wiener Zentralfriedhof.

### Deutscher Sprach- und Kulturraum
Die Nationale Volkspartei betrachtete Österreich zwar als Teil der deutschen Sprach- und Kulturgemeinschaft und bekannte sich daher in ihrem Programm dem (staatsunabhängigen) deutschen Volk zugehörig (Deutschnational in Österreich), was im Österreich der Nachkriegszeit aufgrund der Mitschuld offiziell ungern gehört wird (Opfertheorie), aber stellte im Fall ihrer Machtübernahme die staatliche Verfolgung politischer Gegner in Aussicht:

„Österreich ist Teil des deutschen Sprach- und Kulturraumes und wird es auch in Zukunft bleiben. Jeder Zerstörung durch multikulturelle Willkür wirken wir entgegen. Menschen, die an der Zerstörung eines Volkes und seiner Kultur arbeiten, und somit den Lebensinteressen unseres Volkes und unseres Landes zuwiderhandeln, werden wir im Rahmen der Gesetze zur Verantwortung ziehen.“

### Neonazismus
Die NVP näherte sich nicht nur in ihren politischen Forderungen dem Neonazismus, sondern versuchte auch über einen „Referent für freie Kräfte“ militante rechte Gruppierungen anzusprechen.  Zusätzlich bezeichnete die NVP den Parlamentarismus als undemokratisch und lehnte diesen damit ab. Darüber hinaus solidarisierte sich die NVP mit nach dem Verbotsgesetz verurteilten Personen wie Gerd Honsik und betrieb eine eigene Homepage, die die Abschaffung des Art. 3g Verbotsgesetz mit den Worten fordert:

„denn nur die Lüge braucht Verbote“

Im April 2009 wurde aufgedeckt, dass Teile des NVP Parteiprogramms einem SS-Lehrbuch entnommen wurden. Bereits davor hatte die KPÖ eine Anzeige gegen die NVP wegen Wiederbetätigung eingebracht. Am 15. Juni verlautbarte die NVP auf ihrer Homepage, dass die Staatsanwaltschaft das Verfahren eingestellt habe. Die Begründung lautete im Kontext des §190, dass "...kein tatsächlicher Grund zur weiteren Verfolgung des Beschuldigten besteht."

### Weitere Forderungen/Positionen
Die NVP verlangte den schrittweisen Austritt Österreichs aus der Europäischen Union und ein „Europa der freien Nationen“. Außerdem thematisierte die Partei im oberösterreichischen Landtagswahlkampf Themen wie Gentechnik, Atomkraft und Umweltschutz. Dabei wurden auch andere Politikbereiche meist thematisch mit dem fremden- und ausländerfeindlichen und antisemitischen Grundkonzept der NVP verbunden:

„Die Zeiten werden für uns Werktätigen immer schlechter. [...] Zu all den Problemen kommt auch noch die Gefahr durch eingebürgerte Asylanten und vor allem die lang geplante Blue Card! Durch die Blue Card sollen Fachkräfte aus der 3. Welt nach Europa geholt werden. Aber kann dies überhaupt eine Lösung sein ? “

In einem Offenen Brief an die westlichen Regierungen und die so genannte Wertegemeinschaft beklagte sich die NVP ferner über eine „einseitige Schuldzuweisung an die palästinensische Hamas durch Eure verlogenen Medien“. Dies sei „ein Kniefall vor dem zionistischen Verbrecherregime der israelischen Bourgeoisie“.

## Organisation
Die Partei war bemüht, ein Netz von Landesgruppen in allen Bundesländern aufzubauen, verfügte aber nur über „Aufbaugruppen“. Das DÖW schätzt, dass sich die Aktivitäten der Partei lediglich auf Ostösterreich konzentrierten. Darüber hinaus bestand mit der Jungen Nationalen Volkspartei (JNVP) eine Jugendorganisation, für deren Homepage die „Nationale-Medienfront“ verantwortlich zeichnet, die auch für die NPD tätig ist.
Im Verfassungsschutzbericht des Jahres 2009 des Bundesamtes für Verfassungsschutz und Terrorismusbekämpfung (BVT) wird die NVP – ohne direkte Nennung des Namens – erwähnt:

„Eine im Jahr 2007 in den Blickpunkt der Sicherheitsbehörden gerückte bundesländerübergreifend organisierte und medial aktive Organisation mit demokratiefeindlichem Gedankengut formierte sich zu Beginn des Jahres 2008 als politische Partei. Erste populistische Positionierungsversuche zeigten jedoch keinen Erfolg. Außer reger Propaganda im Internet wurden kaum mehr öffentlichkeitswirksame Aktivitäten gesetzt. Gegen Jahresende 2008 zeigte die Partei bereits deutliche Zerfallserscheinungen, bei gleichzeitigen partiellen Versuchen der Neustrukturierung auf regionaler Ebene.“

Im Frühjahr 2010 kündigte die NVP an, ihren Vorstand zu verkleinern, um „schlagkräftiger“ zu werden. Der Verfassungsschutzbericht 2010 des BVT sah die Organisationsfähigkeit der NVP jedoch im Rückgang begriffen:

„Eine von Oberösterreich aus agierende politische Partei mit ausgeprägten neonazistischen Tendenzen, welche in den Vorjahren versucht hatte, bundesweit Fuß zu fassen, zeigte im Jahr 2009 rückläufige Aktivitäten und auf Bundesebene auch organisatorische Zerfallserscheinungen.“

Weiters geht aus dem Bericht hervor, dass die NVP weder in Wien eine Landesorganisation aufbauen noch jene in den Bundesländern halten konnte. Die steirische Landesgruppe hatte sich aufgelöst, die Aktivitäten der Partei in Niederösterreich waren nach der Verhaftung eines Führungsfunktionärs stark rückläufig gewesen.

## Wahlergebnisse
Die NVP trat bei keiner Wahl an. Angekündigt waren jedoch die Teilnahme an den Gemeinderatswahlen in Baden bei Wien (2010) als auch die Kandidatur bei den oberösterreichischen Landtagswahlen im September 2009. Jedoch wurde ein Antrittsverbot bei der oberösterreichischen Landtagswahl 2009, wo die Partei im Wahlbezirk 1 (Linz und Linz-Umgebung) kandidieren wollte, erteilt. Auch auf Gemeinderatsebene war die NVP gescheitert: Am 21. August 2009 entschied die Wahlkommission, die NVP-Kandidatur in Enns (Oberösterreich) zu untersagen und zusätzlich eine Anzeige wegen Wiederbetätigung bei der Staatsanwaltschaft Wels einzubringen. Infolge des Verbots eines Wahlantritts der Partei bei den oberösterreichischen Landtagswahlen rief die NVP auf ihrer Homepage zum Wahlboykott auf, die Wahlbeteiligung stieg jedoch um 3,6 %. Es bestanden Bestrebungen, die Partei zu verbieten.
Am 11. Dezember 2009 wies der Verfassungsgerichtshof die Klage der NVP bezüglich der Aufhebung der oberösterreichischen Landtagswahl zurück. Die Klageschrift des Anwaltes forderte die Aufhebung der Wahl vom Ermittlungsverfahren an. Der Ausschluss der Partei erfolgte jedoch vorher, der Verfassungsgerichtshof argumentierte somit, dass eine Aufhebung des Wahlvorgangs der NVP aufgrund der Nichtzulassung nichts genützt hätte. Die Wahl war damit auch gültig, da die Einspruchsfrist bereits abgelaufen war. Am selben Tag reagierte der Parteivorstand und kündigte an, bis Jahresende über das weitere Vorgehen zu beraten.

## Wahlempfehlungen
Die NVP gab für die Bundespräsidentenwahl 2010 eine Wahlempfehlung für Barbara Rosenkranz (FPÖ) ab. Die Partei rechnete es „Frau Rosenkranz hoch an das [sic!] sie sich, dem Mainstream trotzend, weder von ihrem Mann distanzierte, noch ihre Meinung im Bezug auf das Verbotsgesetz änderte und somit voll auf NVP-Linie ist.“

## Kontakte
Die NVP stand in Verbindungen mit anderen rechtsextremen Parteien in Europa wie der Nationaldemokratischen Partei Deutschlands, der Partei National Orientierter Schweizer, der British National Party, der Nederlandse Volks-Unie sowie der „Bunten Liste“ in Wels (siehe Ludwig Reinthaler).
Weiterhin bestanden Kontakte zur neonazistischen Delickna strana socialni spravedlnosti aus der Tschechischen Republik. So trat Günter Rehak am 1. Mai 2011 als Redner auf einer Kundgebung der DSSS in Brünn auf.